# Szürkeképű szarvascsőrű
A szürkeképű szarvascsőrű (Bycanistes subcylindricus) a madarak (Aves) osztályának szarvascsőrűmadár-alakúak (Bucerotiformes) rendjébe és a szarvascsőrűmadár-félék (Bucerotidae) családjába tartozó faj.

## Rendszerezése
A fajt Philip Lutley Sclater angol ügyvéd és zoológus írta le 1929-ben, a Buceros nembe Buceros subcylindricus néven. Sorolták a Ceratogymna nembe Ceratogymna subcylindricus néven is.

## Alfajai
- Bycanistes subcylindricus subcylindricus (Sclater, 1871)
- Bycanistes subcylindricus subquadratus Cabanis, 1880[2]

## Előfordulása
Afrikában, Angola, Benin, Bissau-Guinea, Burundi, Dél-Szudán, Elefántcsontpart, Egyenlítői-Guinea, Gabon, Ghána, Kamerun, Kenya, a Kongói Demokratikus Köztársaság, a Kongói Köztársaság, a Közép-afrikai Köztársaság, Libéria, Nigéria, Sierra Leone, Szudán, Togo, Ruanda, Tanzánia és Uganda területén honos.
Természetes élőhelyei a szubtrópusi és trópusi síkvidéki és hegyi esőerdők, száraz erdők és szavannák, valamint ültetvények. Állandó, nem vonuló faj.

## Megjelenése
Testhossza 70 centiméter, testtömege 1000-1525 gramm. Tollazata fekete-fehér. Hosszú csőrén furcsa formájú szarv található.
|  |

## Életmódja
Fő táplálékai gyümölcsök, fügék, rovarok és kisebb méretű állatok.

## Szaporodása
Fészkét fák üregeibe építi, melybe a tojó rendszerint 2 tojást tojik.

## Természetvédelmi helyzete
Az elterjedési területe nagyon nagy, egyedszáma pedig ismeretlen. A Természetvédelmi Világszövetség Vörös listáján nem fenyegetett fajként szerepel.

## Fordítás
- Ez a szócikk részben vagy egészben  a   Black-and-white-casqued Hornbill című angol Wikipédia-szócikk fordításán alapul.  Az eredeti cikk szerkesztőit annak laptörténete sorolja fel. Ez a jelzés csupán a megfogalmazás eredetét és a szerzői jogokat jelzi, nem szolgál a cikkben szereplő információk forrásmegjelöléseként.